# Caridina cavalerieioides
Caridina cavalerieioides is een garnalensoort uit de familie van de Atyidae. De wetenschappelijke naam van de soort is voor het eerst geldig gepubliceerd in 2004 door Liu & Liang in Liang.